# 張秉文
张秉文（1585年—1639年），字含之，号锺阳，直隸桐城縣（今属安徽省桐城市）人。明末政治人物，官至山東左布政使。清軍破濟南，張秉文力戰殉國。

## 生平
万历三十七年（1609年）己酉科應天鄉試舉人，三十八年（1610年），秉文考中庚戌科进士，授浙江归安县知县，不久调徽州府教授，四十年升国子监助教，四十二年遷户部主事，历员外、郎中，四十七年（1619年）出为江西撫州府知府。
天啓二年（1622年）二月由知府升任江西按察司副使、分守饶南九江道，丁忧归。六年（1626年）五月起补湖广副使、备兵郧襄，十一月升福建布政使司右参政、建南道，历官广东按察使，崇祯九年（1636年）擢山东左布政使。崇祯十一年冬（1639年），清军入关骚扰，攻破数十州县，张秉文于济南指挥抗击，次年正月二日殉难。妻方氏、妾陈氏投大明湖殉节。朝廷追赠太常寺卿，方氏赠一品夫人，并于大明湖畔立张公祠。清乾隆年间追赐谥忠节。

## 家族
祖父张淳为隆庆二年进士，官至陕西右参政。侄子张英，清康熙年间官至大学士。张英以降，家族六代共出进士十三人，其中翰林十二人。其中张英次子张廷玉，官至大学士，得以附祀太庙。
堂弟张秉贞，崇祯四年（1631年）进士，后降清，官至兵部尚书。

## 延伸阅读
[在维基数据编辑]
 《明史卷二百九十一》，出自《明史》